# 観音日和
観音日和（かんのんびより）は、日本のお笑いコンビ。ホリプロコム、漫才協会所属。両者とも僧であることを押し出した漫才をする。

## メンバー
工藤弘道（くどう ひろみち、1993年4月21日 - ）
- 立ち位置は向かって右。ボケ担当。
- 山形県長井市出身[2]。宝光院副住職[3]。
- 身長169cm、体重55kg。血液型B型[2]。
- 趣味はカラオケ、プロ野球観戦（中日ドラゴンズファン）、戦国時代、サウナ[2]。
- 特技は目隠し合掌当て、皆様がどの地獄に落ちるか分かる、地蔵スマイル、ハーモニカ[2]。

築山弘知（つきやま ひろとも、1993年8月13日 - ）
- 立ち位置は向かって左。ツッコミ担当。
- 東京都青梅市出身[2]。金剛寺副住職[4]。
- 身長177cm、体重65kg。血液型O型[2]。
- 趣味はお香を焚く、ハリーポッター鑑賞、スタバ巡り、写真[2]。
- ラテアート、即興説法、書道、早起き[2]。

- 四人兄弟の長男として生まれた[5]。かつてはプロ野球選手を志しており、小学校から聖望学園高等学校まで12年間野球部に在籍していた[6]。尊敬する人として若林正恭（オードリー）を挙げている[5]。

## 来歴
2012年に大正大学仏教学部の同級生として出会い、一緒に修行をした仲である。在学中は高円寺でルームシェアをしていた。「もしお坊さんじゃなかったら」という話を仲間としたときに二人がともに芸人を挙げたことで、2016年4月1日コンビ結成。目黒笑売塾15期生。当初は「シャンデリア」というコンビ名だったが、2018年4月に改名。
2020年4月にYouTubeチャンネル「観音日和の坊イズチャンネル」を開設。
2021年、築山が電子書籍「お坊さん青春日記」を出版。
M-1グランプリ2022にて1回戦を1位通過したことで注目を集める。

## 芸風
主に漫才。デートや合コンといったシチュエーションに僧や仏教の要素を入れようとするネタが多い。結成当初は僧と関係のないネタをしていたがあまりウケなかったため仏教ネタに集中するようになり、頭を丸め袈裟を着て漫才をするようになった。
同じくメンバーに僧がいて仏教ネタをするドドんとはコラボネタをする機会があり、カルテット「安田とお坊さん」としてM-1グランプリに出場したことがある。

## 賞レースの戦績

### M-1グランプリ[15]
| 年（回）       | 結果      | エントリーNo | 会場                   | 日時     | 備考         |
| -------------- | --------- | ------------ | ---------------------- | -------- | ------------ |
| 2016（第12回） | 1回戦敗退 | 1988         | 新宿シアターモリエール | 9月3日   |              |
| 2017（第13回） | 2回戦進出 | 956          | ハーモニックホール     | 10月3日  |              |
| 2018（第14回） | 2回戦進出 | 911          | 雷5656会館ときわホール | 10月4日  |              |
| 2019（第15回） | 2回戦進出 | 429          | 雷5656会館ときわホール | 10月17日 |              |
| 2020（第16回） | 2回戦進出 | 1399         | よしもと有楽町シアター | 11月4日  |              |
| 2021（第17回） | 2回戦進出 | 750          | 雷5656会館ときわホール | 10月16日 |              |
| 2022（第18回） | 3回戦進出 | 172          | よしもと有楽町シアター | 10月31日 | 1回戦1位通過 |
| 2023（第19回） | 3回戦進出 | 801          | KANDA SQUARE HALL      | 11月6日  |              |
| 2024（第20回） | 2回戦進出 | 1254         | 雷5656会館ときわホール | 10月15日 | 1回戦2位通過 |

### その他の賞歴
- 2025年 今宮子供えびすマンザイ新人コンクール 香川登枝緒記念敢闘賞

## 出演

### テレビ
- ネタパレ（フジテレビ） - 2020年8月21日、2020年12月31日
- お笑いエスポワール号（TBSテレビ） - 2023年6月22日
- 深夜のハチミツ（フジテレビ） - 2023年9月
- 有吉の壁（日本テレビ）- 2024年6月19日、2025年2月26日
- 千鳥かまいたちアワ〜（日本テレビ）- 2024年11月2日

### ライブ
- 観音日和トークライブ「至福の坊主」